# Werchter

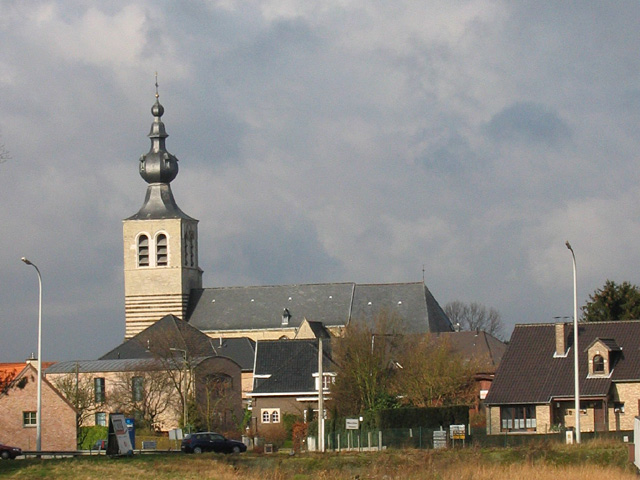
Kerk van Werchter

Werchter is een deelgemeente van Rotselaar, een dorp in de Belgische provincie Vlaams-Brabant. De plaats ligt aan de samenvloeiing van de Dijle en de Demer en wordt tot de Zuiderkempen gerekend. Werchter was een zelfstandige gemeente tot aan de gemeentelijke herindeling van 1977.

## Geschiedenis
Werchter werd voor het eerst vermeld in 1138, en wel als Werchtra.
Werchter maakte in de 14e eeuw samen met Rotselaar en Haacht deel uit van de baronie Rotselaar die in 1533 in handen kwam van het hertogdom Aarschot. Wakkerzeel werd in 1577 een aparte parochie, Tremelo in 1783. In 1795 werd Werchter (door het Franse bestuur als Wechter aangeduid) een zelfstandige gemeente in het Dijledepartement. In 1837 werd het gehucht Tremelo een zelfstandige gemeente. Werchter bleef zelfstandig tot aan de gemeentelijke herinrichting van 1977. Het gehucht Wakkerzeel werd op dat moment bij de gemeente Haacht gevoegd en Werchter zelf werd samen met Wezemaal bij Rotselaar gevoegd.

## Bezienswaardigheden
- De Sint-Jan-Baptistkerk aan het Werchterplein
- De Onze-Lieve-Vrouwekapel
- De Mariakapel
- De Sint-Adrianuskapel

## Natuur en landschap
Werchter ligt aan de samenvloeiing van Demer en Dijle. In het noorden stroomt de Laak. De hoogte van Werchter bedraagt 10-15 meter. De bodem bestaat uit zand.

## Demografische ontwikkeling
- Bronnen:NIS, Opm:1831 tot en met 1970=volkstellingen; 1976 = inwoneraantal op 31 december
- 1846: Afsplitsing van Tremelo in 1837

## Trivia
- Werchter geniet internationale bekendheid sinds het jaarlijkse rockfestival Rock Werchter (voorheen Torhout-Werchter) dat er georganiseerd wordt (laatste weekend van juni of eerste weekend van juli) midden jaren tachtig uitgroeide tot een massa-evenement. Ook het TW Classic-festival en Werchter Boutique worden hier georganiseerd.

## Geboren in Werchter
- Jan van Rotselaar († 1309), norbertijn, abt van de abdij van Averbode
- Jan Frans Vermeylen (1824-1888), beeldhouwer
- Jan Bols (1842-1921), schrijver, taalkundige en priester
- Frans Van Leemputten (1850-1914), schilder
- Alfons Van Achten (1903-1979), atleet
- Jef Scherens (1909-1986), baanwielrenner
- Willy Smedts (1948), taalkundige

## Nabijgelegen kernen
Haacht, Wakkerzeel, Rotselaar, Baal, Tremelo
Deelgemeenten: Rotselaar · Werchter · Wezemaal

Belgische gemeenten · Arrondissement Leuven · Vlaams-Brabant · Vlaanderen